# Wiktor Jeleński
Wiktor Jeleński herbu Korczak – podstoli rosieński w 1794 roku.